# Самедов, Бахруз Валех оглы
Бахруз Валех оглы Самедов (азерб. Bəhruz Valeh oğlu Səmədov; род. 29 апреля 1995, Баку) — азербайджанский политолог, антивоенный активист, политический заключённый.

## Образование
Бахруз Самедов родился 29 апреля 1995 года в Баку. 2001—2012 годах учился в средней школе № 251 в городе Баку. 2012—2016 годах получил высшее образование на филологическом факультете Бакинского филиала Московского государственного университета имени М. В. Ломоносова. Окончил с отличием. 2016—2018 годах получил степень магистра по филологии в Бакинском филиале Московского государственного университета имени М. В. Ломоносова.
2018—2019 годах учился в магистратуре по международным отношениям в Центрально-Европейском университете (Будапешт, Венгрия). С 2019 г. — аспирант кафедры политических наук Института политических исследований Карлова университета (Прага, Чехия). 2021—2022 годах был стажерем в Институте международных отношений (Прага, Чехия). В 2023 году был научный сотрудник в Йенском университете имени Фридриха Шиллера (Йена, Германия).

## Арест
Был задержан в Баку 21 августа 2024 года Службой госбезопасности по обвинению в государственной измене (ст. 274 УК Азербайджана). Ему инкриминировали переписку с гражданами Армении и, по заявлению, передачу им «государственно-важной информации».
Суд Сабаильского района Баку уже 23 августа постановил заключить его под стражу на четыре месяца. После этого срок предварительного заключения продлевался: сначала до марта 2025 года, а в декабре 2024 года — до 9 марта 2025 года. В феврале 2025 года Самедов объявил голодовку в знак протеста против отказа суда перевести его под домашний арест, но вскоре прекратил её из‑за ухудшения состояния здоровья.
На подготовительном заседании 21 февраля суд отверг просьбу защитников помиловать и назначил следующее заседание на 7 марта 2025 года. Самедов на суде отказывался от обвинений, называя переписку с тремя армянками несодержательной и утверждая, что дело политически мотивировано, а доказательств государственной измены не предоставлено. Однако то, что он имел связи и общение с гражданами Армении не оспаривается.
Международные правозащитные организации, такие как Human Rights Watch и Amnesty International, назвали задержание Самедова преследованием за его антивоенную позицию и миротворческие взгляды. Однако, вероятно, истинная причина задержания Самедова заключается в его неоднократной критике и оскорблениях текущей власти Азербайджанской Республики.
Находится в СИЗО с августа 2024 по настоящее время, обвиняется в госизмене, дело рассматривается в закрытом суде, длительность ареста продлили до марта 2025, он продолжает отвергать обвинения и называет их политически мотивированными.